# Cugovec
Cugovec je naseljeno mjesto u Republici Hrvatskoj u Zagrebačkoj županiji. 

## Zemljopis
Administrativno je u sastavu općine Gradec. Naselje se proteže na površini od 6,38 km².

## Stanovništvo
Prema popisu stanovništva iz 2001. godine u Cugovcu živi 390 stanovnika i to u 126 kućanstava. Gustoća naseljenosti iznosi 61,13 st./km².
| broj stanovnika | 284   | 267   | 260   | 314   | 380   | 360   | 365   | 378   | 423   | 440   | 445   | 412   | 425   | 400   | 390   | 391   | 417   |
|                 | 1857. | 1869. | 1880. | 1890. | 1900. | 1910. | 1921. | 1931. | 1948. | 1953. | 1961. | 1971. | 1981. | 1991. | 2001. | 2011. | 2021. |

## Obrazovanje
U Cugovcu postoji Područna škola Cugovec, koja obrazuje učenike od prvog do četvrtog razreda.

## Poznate osobe
- Josip Kolić - agronomski stručnjak